# Polisario
Narodni front za oslobođenje Sagija el Amre i Rio de Oroa (španjolski: Frente Popular de Liberación de Saguía el Hamra y Río de Oro), poznat kao Front Polisario (španjolski: Frente Polisario), oslobodilački je pokret koji se bori za međunarodno priznanje i neovisnost Zapadne Sahare od Maroka. Od 1979. Ujedinjeni narodi priznaju Polisario kao predstavnika naroda Zapadne Sahare.

## Povijest
Polisario je osnovan 10. svibnja 1973. godine s ciljem da se oružanom borbom oslobode Sagija el Amra i Rio de Oro od španjolskih kolonijalnih vlasti. Utjecaj Polisarija postupno je rastao u Zapadnoj Sahari i pridruživalo mu se sve više boraca. U lipnju 1975. misija Ujedinjenih naroda posjetila je koloniju i zaključila da postoji „sveopći konsenzus“ među stanovništvom za neovisnost kolonije, a protiv podrške španjolskoj vladi ili za ujedinjenje s nekom susjednom državom i da je Polisario najjača politička snaga u zemlji.
Španjolska je državna vlada sredinom 1975. godine odlučila povući se iz Zapadne Sahare, pa je 14. studenoga potpisala Madridski dogovor s Marokom i Mauretanijom, prema kojemu je Maroko do 1976. trebao preuzeti kontrolu nad Sagija el Amrom, a Mauretanija nad Rio de Orom. Vođe Polisarija nisu se složili s odlukom španjolske vlade, pa su 27. veljače 1976. godine proglasili Saharsku Arapsku Demokratsku Republiku i nastavili oružanu borbu za neovisnost Zapadne Sahare, sada protiv Maroka i Mauretanije.
Pod pritiskom učestalih oružanih napada, Mauretanija je s Polisariom sklopila mirovni sporazum 5. kolovoza 1979. godine, kojim je priznala pravo Zapadne Sahare na nezavisnost i odrekla se prava na bilo koji dio njenog teritorija. Maroko je negativno reagirao na ovaj sporazum i jednostrano pripojio teritorij Zapadne Sahare, koji su napustile mauretanske snage. Od tada Polisario vodi borbu za nezavisnost samo protiv Maroka, koji kontrolira dvije trećine Zapadne Sahare. Polisario ima kontrolu nad samo jednom trećinom teritorija, uglavnom nenaseljene pustinje, ekonomski zaostalog s mnogo minskih polja. Polisario u svojoj borbi prima značajnu podršku Alžira, gdje se trenutačno nalazi i baza Pokreta.
Dana 6. rujna 1991. potpisan je mirovni sporazum između Polisarija i Maroka, koji je predviđao referendum o neovisnosti koji se trebao održati naredne godine. Međutim, bilo je neslaganja oko prava glasa i svi napori da se ponovo pokrene proces su propali. Tako referendum o neovisnosti Zapadne Sahare od Maroka još uvijek nije održan. Zapadnosaharske izbjeglice u Alžiru vrše pritisak na rukovodstvo Polisarija da nastavi oružanu borbu, ali se primirje ugovoreno 1991. još uvijek poštuje.